# Janusz Majewski (Regisseur)

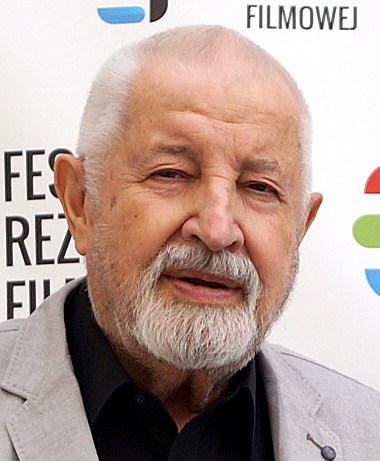
Janusz Majewski (2018)

Janusz Marian Majewski (* 5. August 1931 in Lemberg; † 10. Januar 2024) war ein polnischer Filmregisseur, Dramaturg und Drehbuchautor.

## Werdegang
Majewski studierte zuerst Architektur an der Technischen Universität Krakau, danach Filmregie an der Staatlichen Filmhochschule in Łódź, die er 1959 absolvierte.
Nach einigen für das Fernsehen bestimmten Kurzfilmen schuf er seine erste Filmkomödie „Sublokator“ (Der Untermieter) über einen jungen Wissenschaftler, der vom Wohnungsamt ein Zimmer in einer von Frauen bewohnten Villa zugeteilt bekommt und gegen seinen Willen von den Mitbewohnerinnen verwöhnt wird. Sein Werk, entstanden in einer Zusammenarbeit mit dem Kameramann Kurt Weber, gehörte zu den besten Komödien über den tristen volksdemokratischen Alltag. Der Film wurde 1966 mit einem Preis der Internationalen Filmwoche Mannheim ausgezeichnet.
Er heiratete die Lichtbildnerin Zofia Nasierowska.
Janusz Majewski wurde 2001 mit dem Offizierskreuz und 2012 mit dem Komturkreuz des Polonia-Restituta-Ordens ausgezeichnet. 2009 erhielt er die Gloria-Artis-Medaille für kulturelle Verdienste.
Von 1983 bis 1990 bekleidete er den Posten des Vorsitzenden des Verbandes Polnischer Filmfachleute, seit 2006 war er dessen Ehrenvorsitzender.
Von 1969 bis 1991 war er Lehrbeauftragter an der Filmhochschule Łódź. Er unterrichtete auch in den Vereinigten Staaten. Zu seinen Schülern gehörten u. a. Feliks Falk, Filip Bajon und Juliusz Machulski. Seit 2012 war Majewski Rektor der Warschauer Filmhochschule.

## Filmografie
(Regie und, soweit nicht anders angegeben, Drehbuch)
- 1964: Jazz in Poland (Dokumentarfilm; für Jazz – gehört und gesehen)
- 1966: Der Untermieter (Sublokator)
- 1970: Lokis
- 1973: Eifersucht und Medizin (Zazdrość i medycyna)
- 1975: Zwei Welten im Hotel Pazifik (Zaklete rewiry); Drehbuch: Pavel Hajný
- 1977: Der Fall Gorgonowa (Sprawa Gorgonowej)
- 1982: Abschied von Barbara (Epitafium dla Barbary Radziwiłłówny)
- 1982: Die salzige Rose (Słona róża); Drehbuch: Pavel Hajný
- 1985: K.u.K. Deserteure (C.K. Dezerterzy)
- 1988: Tagtraum (Mrzonka)
- 1995: Der Teufel und die Jungfrau (Diabelska edukacja)
- 2008: Erotic Tales (1 Episode)